# Shōichi Kondō

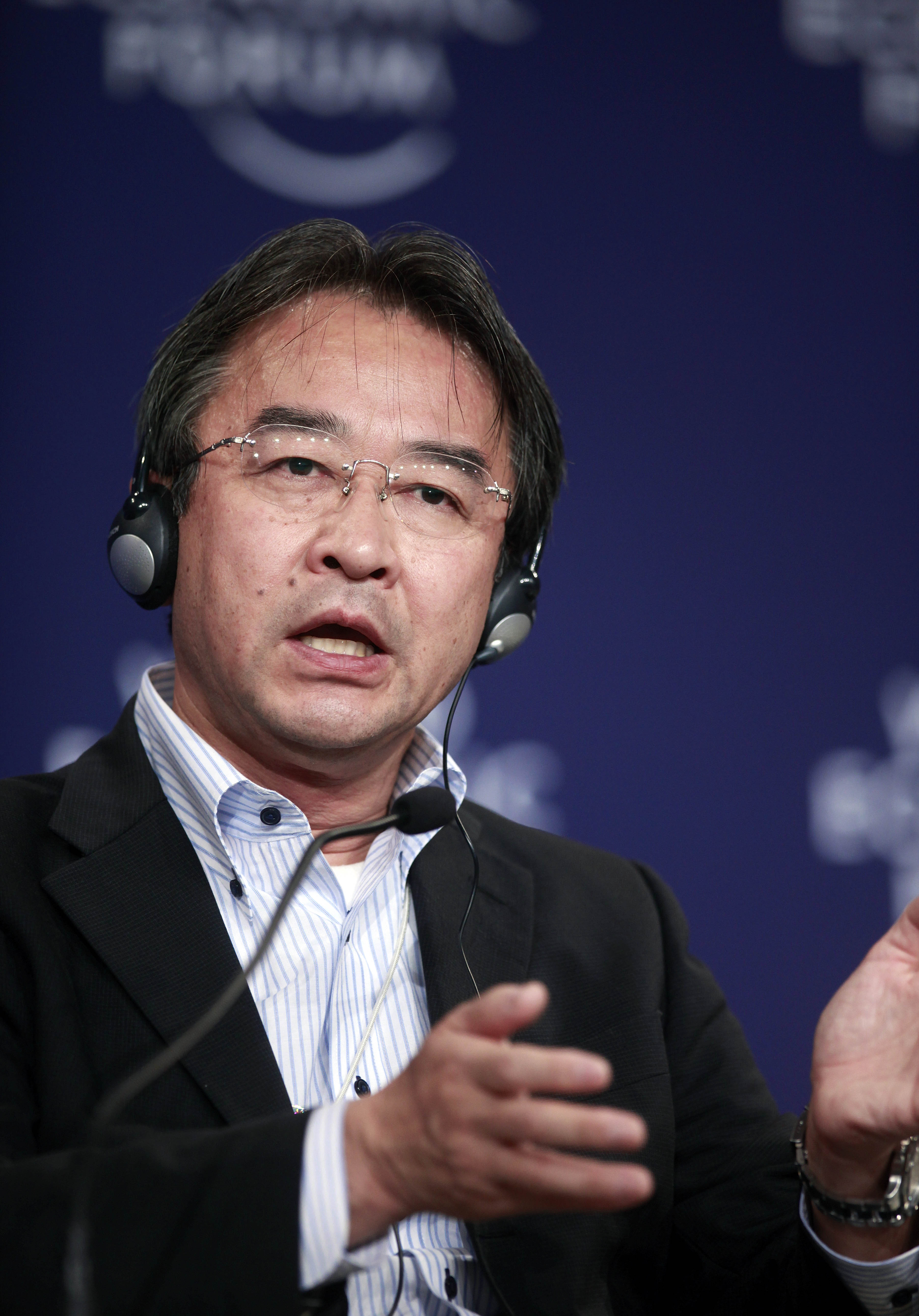
Shōichi Kondō

Shōichi Kondō (jap. 近藤 昭一, Kondō Shōichi; * 26. Mai 1958 in Nagoya, Präfektur Aichi) ist ein japanischer Politiker (Neue Partei Sakigake (engl. NPH, NPS u. a.)→Demokratische Partei (engl. DPJ)→Demokratische Fortschrittspartei (engl. DP)→Konstitutionell-Demokratische Partei (engl. CDP)) und Abgeordneter im Shūgiin für den 3. Wahlkreis von Aichi. In der DPJ führte er zunächst zusammen mit Hideo Hiraoka später alleine eine Faktion, die Kondō-[Hiraoka-]Gruppe, offiziell Liberal no Kai („Versammlung der Liberalen“); in der KDP sitzt er der ursprünglich von Hirotaka Akamatsu gegründeten Gruppe Sanctuary (サンクチュアリ sankuchuari, Kondō-Gruppe) vor.
Kondō, der Sohn eines Abgeordneten des Rates der Stadt Nagoya, studierte an der rechtswissenschaftlichen Fakultät der Jōchi Daigaku (Sophia-Universität), ab 1981 vorübergehend am Běijīng yǔyánxuéyuàn („Peking-Sprachinstitut“), der heutigen Universität für Sprache und Kultur Peking. Nach seinem Studienabschluss 1984 arbeitete er für die Chūnichi Shimbun-sha, wo er in der Kulturabteilung tätig war. 1993 verließ er den Verlag, um sich der Politik zuzuwenden.
1994 trat Kondō der Neuen Partei Sakigake bei, wo er als Vorsitzender des „Vorberatungsrates“ (jumbikai) am Aufbau des Präfekturverbandes Aichi mitwirkte. 1996 beteiligte er sich wie viele Mitglieder der Partei an der Gründung der DPJ. Bei der Shūgiin-Wahl 1996 kandidierte er für die DPJ im neuen Einzelwahlkreis Aichi 3. Kondō erreichte zwar nur den dritten Platz, wurde aber durch ein relativ gutes Wahlkreisergebnis („Verlustquote“ 73,08 %) über die neu eingeführte Verhältniswahl im Block Tōkai gewählt. Den Wahlkreis konnte er ab 2000 vier Mal in Folge für sich gewinnen.
In der Demokratischen Partei gehörte Kondō 2003 unter Naoto Kan dem „nächsten Kabinett“, dem Schattenkabinett der Demokraten, mit Zuständigkeit für Umwelt an. 2006 übernahm er den Vorsitz des Präfekturverbandes Aichi. Nach dem demokratischen Wahlsieg 2009 übernahm er zunächst den Vorsitz im Shūgiin-Innenausschuss („Ausschuss für Allgemeine Angelegenheiten“). Von September 2010 bis 2011 war er Staatssekretär („Vizeminister“) im Umweltministerium.
Kondō führt das „Konstitutionalistische Forum“ (立憲フォーラム Rikken fōramu), eine Parlamentariergruppe aus vor allem demokratischen (später hauptsächlich KDP) und sozialdemokratischen Mitgliedern des Nationalparlaments, die 2013 gegründet wurde um eine vom damaligen 96. Ministerpräsidenten Shinzō Abe (LDP) angestrebte Änderung von Artikel 96 der Verfassung, der die (sehr hohe) Hürde für Verfassungsänderungen festlegt, und damit auch dessen weitergehende Verfassungsänderungspläne zu verhindern.
Bei der Shūgiin-Wahl 2012 verlor Kondō seinen Wahlkreis um knapp 4.000 Stimmen an Yoshitaka Ikeda (LDP), gewann aber eines der vier DPJ-Verhältniswahlmandate in Tōkai. Von 2012 bis 2013 war er Vorsitzender des Shūgiin-Disziplinarausschusses. Bei der Wahl 2014 erholten sich die Wahlergebnisse der Demokraten in ihrer einstigen Hochburg Aichi etwas – sie gewann wieder sechs der 15 Sitze – und Kondō gewann den Wahlkreis zurück und verteidigte ihn danach bis einschließlich 2024.
Angesichts der Shūgiin-Wahl 2017 wechselte Kondō in die kurz zuvor neu gegründete Konstitutionell-Demokratische Partei und war bis 2018 einer von zunächst zwei stellvertretenden Vorsitzenden (fuku-daihyō) und Wahlkampfchef der Partei.
Im Shūgiin übernahm Kondō nach dem Mehrheitsverlust der Regierung bei der Wahl 2024 den Vorsitz im Umweltausschuss.